# Oliveirense Basquetebol
L'Oliveirense Basquetebol è una società cestistica avente sede a Oliveira de Azemeis, in Portogallo. Gioca nel campionato portoghese.
Disputa le partite interne nel Pavilhão Dr. Salvador Machado.

## Palmarès
- Liga Portuguesa de Basquetebol: 2

2017-2018, 2018-2019
- Coppa di Portogallo: 1

2003
- Coppe di Lega portoghesi: 4

2003, 2006, 2019, 2020
- Supercoppe del Portogallo: 2

2003, 2018
- Proliga: 1

2013